# Järnvägsfrämjandet
Järnvägsfrämjandet, fullständigt namn "Föreningen Svenska Järnvägsfrämjandet", är en politiskt obunden samt ekonomiskt oberoende riksorganisation som vill förbättra landets spårtrafik och människors kunskap om den. Medlemmarna deltar i föreningsmöten, tal och diskussioner med politiker. Fyra gånger om året utkommer medlemstidningen Klart Spår. Föreningen är uppdelad i flera lokalavdelningar.
Föreningen grundades 1977 med namnet Föreningen Rädda Järnvägen och fick sitt nuvarande namn 1984.